# قاسم‌بینه‌سی
قاسم‌بینه‌سی (به لاتین: Qasımbinəsi) یک منطقهٔ مسکونی در جمهوری آذربایجان است که در شهرستان کلبجر واقع شده‌است.